# Robert Smith (musicus)
Robert James Smith (Blackpool, 21 april 1959) is de Britse zanger, gitarist en toetsenist van de newwaveband The Cure.
Smith schreef als voorman van The Cure een groot gedeelte van het materiaal van de band. Bij de vele bezettingswissels van de groep bleef hij de enige constante in The Cure, hoewel Simon Gallup zich na verloop van de tijd ook weer bij de band voegde.
In de jaren tachtig was de depressieve Smith met zijn zwarte haren en poëtische en naargeestige teksten een tieneridool. In die jaren viel The Cure door alle conflicten bijna uit elkaar en door alle wisselingen nam hij de opnames van de elpee The Top vrijwel geheel op zich, op de drumsessies na. Op het bijschrift van de heruitgave in 2006 schreef hij over zijn aandeel aan het album: it was basically “the soloalbum I never made.”

## Andere projecten
Naast zijn werk voor The Cure speelde Smith ook gitaar in Siouxsie and the Banshees op tournee in 1979 en hij was van 1982 tot 1984 officieel lid van die band. Hij nam het live-album Nocturne met hen op en vervolgens het studioalbum Hyaena. Ook was Smith ook medeoprichter van The Glove, voor een studioalbum Blue Sunshine, in 1983.
In 1997 werd Robert Smith uitgenodigd om deel te nemen aan het concert ter gelegenheid van de 50ste verjaardag van David Bowie in New York, waar hij samen met Bowie het nummer "Quicksand" van diens album Hunky Dory uitvoerde.
In 2007 werkte Smith samen met danceproducer Paul Hartnoll op het nummer Please.
In 2020 werkte Smith mee aan het nummer "Strange Timez" van het album Song Machine, Season One: Strange Timez van de band Gorillaz.

## Privéleven
Smith trouwde in 1988 met Mary Poole.
- Bibsys: 5010703
- Bibliothèque nationale de France: cb12075509k (data)
- Gemeinsame Normdatei: 134524713
- International Standard Name Identifier: 0000 0001 1446 7064
- Library of Congress Control Number: nb2006002212
- MusicBrainz: 7d1a1624-784b-4f89-8ff9-b9b493cd059d
- Nationale Bibliotheek van Tsjechië: xx0028332
- Nationale Bibliotheek van Israël: 987007409762605171
- Nederlandse Thesaurus van Auteursnamen: 071868208
- Système universitaire de documentation: 157156540
- Virtual International Authority File: 66490823
- WorldCat: E39PBJfCBgxpYFMr4TM9GKBVmd